# Francesco Siacci
Francesco Siacci (1839-1907) va ser un matemàtic i militar italià.

## Vida i Obra
Siacci va estudiar a la Universitat de Roma, en la que es va graduar el 1860. Fervent nacionalista, el 1861 es trasllada a Torí (Roma encara no formava part del nou nat Regne d'Itàlia), on s'incorpora a l'exèrcit. Després de la campanya contra els austríacs, passa a ser professor de balística a l'escola d'artilleria de Torí, compaginant aquesta docència amb la de professor mecànica superior de la universitat de Torí.
Després de ser elegit dues vegades diputat, el 1892 passa a ser senador del Regne. L'any següent es trasllada a Nàpols, on serà professor de mecànica a la seva universitat fins a la seva mort. Estant a la reserva, va rebre el grau de General Major.
Siacci és recordat per un teorema que du el seu nom, el teorema de Siacci, sobre la conversió de coordenades polars en radials, i pels seus treballs de balística, entre els que sobresurten les seves taules de la funció de resistència.